# Tàngara dorsiblava
La tàngara dorsiblava (Iridosornis porphyrocephalus) és un ocell de la família dels tràupids (Thraupidae).

## Hàbitat i distribució
Habita el bosc molsós, clars i vegetació secundària dels Andes de l'oest i nord de Colòmbia i nord-oest de l'Equador.